# Roman Sykała
Roman Sykała (ur. 9 listopada 1923 w Zamościu, zm. 20 września 1972 w Łodzi) – polski aktor teatralny i filmowy, reżyser i dyrektor teatru.

## Życiorys
W czasie II wojny światowej walczył w BCh i AK.
W latach 1949–1953 był stypendystą Instytutu Sztuki Teatralnej w Leningradzie. Kierownik artystyczny (1959–1972) i dyrektor (1965–1972) Państwowego Teatru Powszechnego w Łodzi, dyrektor Teatru 7.15 w Łodzi (1958-1959) oraz Teatru Polskiego w Poznaniu (1956-1958). Wykładowca w łódzkiej filmówce (w latach 1969–1972 dziekan wydziału aktorskiego).
W 1968 roku otrzymał Nagrodę Miasta Łodzi w dziedzinie upowszechnienia kultury (wraz z Jerzym Niteckim, Władysławem Orłowskim, Tadeuszem Szewerą i Markiem Wawrzkiewiczem – zespół odpowiedzialny za opracowanie i zrealizowanie widowiska Idąc tysiącleciem, widowiska plenerowego Ballada partyzancka oraz widowiska Dni, które wstrząsnęły światem).
Pochowany jest na cmentarzu na Zarzewie w Łodzi.

### Teatr
- Teatr Dramatyczny we Wrocławiu (1953−1954)
- Teatr Powszechny w Łodzi (1954–1955)
- Estrada Satyryczna w Łodzi (1955)
- Teatr Polski w Poznaniu (1956-1958 – dyrektor)
- Teatr 7.15 w Łodzi (1958-1959 – dyrektor)
- Teatr Powszechny w Łodzi (1959–1972 – kierownik artystyczny, 1965–1972 – dyrektor)

### Filmografia
- Samochodzik i templariusze reż. Hubert Drapella – Jubiler
- Raj na ziemi reż. Zbigniew Kuźmiński – Major
- Doktor Ewa odc. 7, reż. Henryk Kluba – Profesor
- Czterej pancerni i pies odc. 14, 15 i 19, reż. Konrad Nałęcki – Polski pułkownik
- Ostatni świadek reż. Jan Batory – Kierownik hotelu
- Stawka większa niż życie odc. 12, reż. Andrzej Konic – Standartenführer Müller
- Przygoda z piosenką reż. Stanisław Bareja – Właściciel rewii "Mascotte
- Kochajmy Syrenki reż. Stanisław Bareja – Wikciak
- Bicz Boży reż. Maria Kaniewska – Przewodniczący Rady Narodowej
- Popioły reż. Andrzej Wajda – Hajduk
- Pierwszy pawilon reż. Janusz Majewski – Prof. Franto
- Lekarstwo na miłość reż. Jan Batory – Kasjer
- Kapitan Sowa na tropie odc. 2, reż. Stanisław Bareja – Damon
- Panienka z okienka reż. Maria Kaniewska – Klucznik
- Ostatni kurs reż. Jan Batory – Dyrektor
- Komedianty reż. Maria Kaniewska – Szczerbiec
- Don Gabriel (reż. Ewa i Czesław Petelscy) jako gestapowiec